# Чумак Микола Федорович
Мико́ла Фе́дорович Чума́к (нар. 22 квітня 1947, смт Тростянець, Вінницька область) — український політик, голова Вінницької облдержадміністрації у 1998–1999 рр.

## Біографія
Народився в родині колгоспника. Українець. Трудову діяльність розпочав у 16 років. Був різноробочим, водієм.
З 1965 по 1970 р. навчався в Мелітопольському сільськогосподарському інституті, де здобув фах інженера-електрика.
З 1970 по 1973 р. — майстер, інженер-енергетик, інженер по обслуговуванню тваринницьких ферм Тростянецького райоб'єднання «Сільгосптехніка».
З 1973 року — на комсомольській роботі. Був другим, першим секретарем Тростянецького райкому комсомолу. З 1978 року — завідувач організаційного відділу Тростянецького райкому КПУ. З 1981 р. навчався у Вищій партійній школі при ЦК КПУ. Після закінчення навчання у 1983 році — знову на партійній роботі: завідувач оргвідділу, другий секретар Тростянецького райкому КПУ.
У 1987 році був обраний головою виконкому Тростянецької райради народних депутатів. З 1988 по 1991 р. — перший секретар Тростянецького райкому КПУ. У 1991 р. був обраний головою Тростянецької райради, де працював до 1994 року.
У 1994–1996 рр. — виробничо-технічний директор фірми «Агропромшляхбудіндустрія».
З серпня 1996 р. — заступник голови Вінницької облдержадміністрації Анатолія Матвієнка. Коли Матвієнко, на той час лідер пропрезидентської Народно-демократичної партії, переходив на постійну парламентську роботу, він рекомендував свого заступника як міцного господарника. З 24 квітня 1998 по липень 1999 Микола Чумак — голова Вінницької облдержадміністрації. Приблизно в цей час у країні активно розгортається підготовка до президентських виборів. А. Матвієнко висловлює своє негативне ставлення до президента Л. Кучми, і висунення його на повторний термін. Микола Чумак, незважаючи на свою активну особисту підтримку голові держави, сприймався в Києві як людина опального Матвієнка. Природно, він вже не міг розраховувати на подальше перебування в губернаторському кріслі. На додаток до всього Чумак не зумів забезпечити перевагу Л. Кучми під час збору підписів на підтримку різних кандидатів в президенти. У Вінницькому регіоні главу держави обійшли О. Мороз і П. Симоненко. Ця обставина переповнила чашу терпіння Л. Кучми. 15 липня 1999 року М. Чумак був звільнений з посади керівника Вінницької облдержадміністрації. Офіційною причиною цьому послужило неналежного виконання обов'язків з забезпечення соціально-економічного розвитку регіону.